# 堀直郷
堀 直郷（ほり なおさと、宝暦8年2月12日（1758年3月21日）- 天明4年2月3日（1784年3月23日））は、江戸時代中期の大名。信濃国須坂藩の第8代藩主。信濃須坂堀家8代。第6代藩主・堀直寛の三男。正室は溝口直之の娘（溝口直養の養女）。官位は従五位下、中務少輔、長門守。
安永8年（1779年）、長兄で第7代藩主の直堅の死去により家督を相続した。
天明4年（1784年）に死去。男子がなかったため、筑後国三池藩から従弟にあたる直皓を養子に迎え、跡を継がせた。

## 系譜
父母
- 堀直寛（実父）
- 堀直堅（養父）

正室
- 園姫 ー 溝口直養の養女、溝口直之の娘

養子
- 堀直皓 ー 立花長煕の七男